# ジヨードチロシントランスアミナーゼ
ジヨードチロシントランスアミナーゼ(Diiodotyrosine transaminase, EC 2.6.1.24)は、次の化学反応を触媒する酵素である。
3,5-ジヨード-L-チロシン + 2-オキソグルタル酸 {\displaystyle \rightleftharpoons } 4-ヒドロキシ-3,5-ジヨードフェニルピルビン酸 + L-グルタミン酸
即ち、この酵素の2つの基質は3,5-ジヨード-L-チロシンと2-オキソグルタル酸であり、4-ヒドロキシ-3,5-ジヨードフェニルピルビン酸とL-グルタミン酸の2つの反応物が生成する。
この酵素はトランスフェラーゼのファミリーに属し、特に含窒素基を転移するトランスアミナーゼである。この酵素の組織名は、3,5-ジヨード-L-チロシン:2-オキソグルタル酸アミノトランスフェラーゼ、ハロゲン化チロシンアミノトランスフェラーゼ、ハロゲン化チロシントランスアミナーゼである。補因子としてピリドキサールリン酸を必要とする。